# Трамвай Анже
Трамвай Анже (фр. Tramway d'Angers) — трамвайная система в городе Анже, Франция.

## Описание
Вид общественного транспорта. 

## История
Открыт 25 июня 2011 года, управляется компанией Keolis. В центральных частях городов Анже и Аврийе, на участках общей длиной 1,5 км, используется технология сегментированного контактного рельса фирмы Alstom. Анже стал вторым после Бордо городом, применившим эту систему.